# Ritratto di Papa Pio VII
Il ritratto di Papa Pio VII è un dipinto raffigurante Papa Pio VII, realizzato nel 1805 da Jacques-Louis David e attualmente conservato al Museo del Louvre di Parigi. Il ritratto fu concepito per ringraziare il papa di aver assistito all'incoronazione di Napoleone. Pio VII, infatti, è raffigurato anche nella monumentale tela dell'Incoronazione di Napoleone, dove viene rappresentato con posa benedicente, anche se di fatto fu un semplice spettatore dell'auto-incoronazione di Bonaparte, alla quale assistette, quindi, con aria rassegnata.

## Storia
Il dipinto pare sia stato commissionato dal conte Charles Pierre Claret, Generale del Quartier Generale della famiglia dell'imperatore, sebbene non esista alcun documento che possa attestarlo. La tela fu compiuta dal vero presso il Palazzo delle Tuileries sul finire del febbraio del 1805. Sembra che David sia rimasto particolarmente colpito dalla semplicità e dalla profonda umanità di Pio VII, pertanto scelse di dipingerlo con una posa introspettiva, rispetto alla tradizionale iconografia che esalta la potenza e il prestigio del più alto prelato della cristianità. L'artista fu pagato 10 000 franchi per l'opera, che fu inizialmente esposta al Palazzo del Lussemburgo, sede del Senato francese e successivamente collocata al Musée Napoléon, attualmente noto come Museo del Louvre. Fu trasferito nuovamente al Senato nel 1824 per poi tornare definitivamente al Louvre nel 1827. 
David realizzò ben tre copie di questo ritratto, e nel farlo fu affiancato da uno dei suoi allievi, probabilmente Georges Rouget: due furono commissionate da Napoleone per il museo nazionale del Castello di Fontainebleau e per il museo della Reggia di Versailles; la terza la tenne con sé l'artista anche nel suo esilio a Bruxelles. Figura nell'inventario stilato dopo la sua morte come Copia del ritratto di Papa Pio VII, ritoccata da David, e per molto se ne persero le tracce. Dal XIX secolo rimase nella stessa famiglia e solo nel luglio 2015 è riapparsa in pubblico, durante un'asta.

## Descrizione
La tela si sviluppa in altezza con un formato verticale: Pio VII, che emerge da uno sfondo marrone, è ruotato di tre quarti e raffigurato seduto su di una sedia in velluto rosso con decorazioni dorate. La sua figura ha indosso: uno zucchetto bianco; un rocchetto dello stesso colore, di cui sono visibili soltanto le maniche; una mozzetta di velluto rosso con bordo di ermellino; una stola rossa con ricami in oro. Le braccia del pontefice poggiano sui braccioli della sedia e la sua mano destra tiene un foglio sul quale è scritto Pio VII Bonarium Artium Patron (Pio VII, patrono delle belle arti). Il dipinto porta la firma dell'artista in alto a sinistra, dove difatti è possibile leggere LUD. DAVID PARISIIS 1805.
Considerato come uno dei capolavori del maestro, il ritratto è uno dei lavori in cui David raggiunse la massima potenza espressiva: infatti, egli fu in grado di fissare la vita sulla tela e lo sguardo del papa sembra quasi seguire lo spettatore. Pio VII ha un'espressione serena e semplice, racchiusa in un volto efficacemente sagomato. La testa è animata da uno stato d'animo riconducibile al contempo alla dolcezza e alla rassegnazione, troppo autentico per non essere stato colto sul momento.